# Floscularia janus
Floscularia janus är en hjuldjursart som först beskrevs av Hudson 1881.  Floscularia janus ingår i släktet Floscularia och familjen Flosculariidae. Arten är reproducerande i Sverige. Inga underarter finns listade i Catalogue of Life.